# Odalisca (Renoir)
L'Odalisca (Odalisque), o Donna di Algeri (Femme d'Alger), è un olio su tela del maestro francese Pierre-Auguste Renoir, esposto al Salone di Parigi del 1870 assieme alla Bagnante con il cane grifone. L'opera, di 69 centimetri per 123, fa parte delle collezioni della galleria nazionale d'arte di Washington.

## Descrizione
Se con la Bagnante Renoir affrontò un tema della pittura classica, con l'Odalisca egli riprendeva il tema orientalista del maestro Delacroix, cercando chiaramente con ambo le opere il favore della giuria e il successo ufficiale. Il critico Arsène Houssaye ritenne che si trattava "di un'algerina che Delacroix avrebbe firmato".
Per l'opera posò la sua modella e amante Lise Tréhot, vestita di abiti algerini (una camicetta semitrasparente, un gilè rosso e dorato e dei pantaloni con una decorazione floreale, oltre a gioielli vari) e circondata di tappeti. Truccata, con gli occhi delineati dal kohl e le labbra dipinte di carminio, ella guarda lo spettatore mentre si sdraia sensualmente appoggiandosi su un cuscino bianco. L'artista rivolse il proprio interesse nei confronti dell'orientalismo, attratto dai colori e dagli ambienti della regione, impiegandolo come scusa per dare vita alla sua nuova gamma cromatica, ora più vicina a quella del suo amico Monet che a Courbet. Le pennellate sono rapide e si concentrano più sull'insieme che sui dettagli, eppure il disegno è molto preciso, e questa è una delle caratteristiche dell'impressionismo di Renoir.